# Chó săn Ý
Chó săn Ý (tiếng Ý: Segugio Italiano [seˈɡudʒo itaˈljano]) là một giống chó thuộc loại scenthound có nguồn gốc từ Ý. Giống chó này có hai biến thể là lông ngắn với lông gợn sóng. Nó được cho là một giống chó cổ đại, có nguồn gốc từ thời kỳ tiền gốc La Mã từ những scenthound tiền thân ở Ai Cập cổ đại. Vào năm 2009 ENCI (Câu lạc bộ chó Ý) đăng ký 4.500 giống chó tóc ngắn và 1.740 giống chó tóc gợn sóng, làm cho giống này là một trong mười giống hàng đầu của Ý.

## Ngoại hình
Chó săn Ý là một con chó có cơ thể hình vuông, có chiều dài bằng với chiều cao của nó tại các vai. Bộ lông của giống chó có màu nâu vàng hoặc đen và nâu. Những con chó cao 45–52 cm ở các vai và nặng khoảng 20–23 kg.

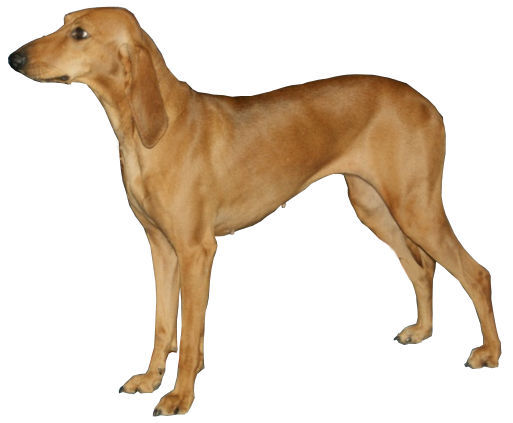
Chó săn Ý lông ngắn
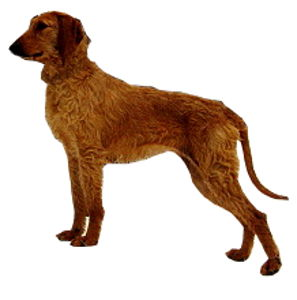
Chó săn Ý lông gợn sóng
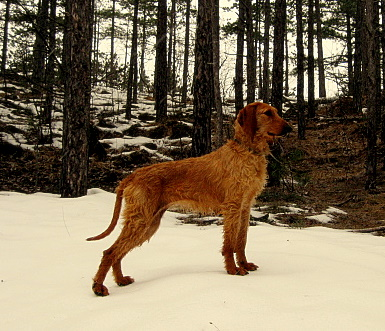
Chó săn Ý lông gợn sóng nâu vàng
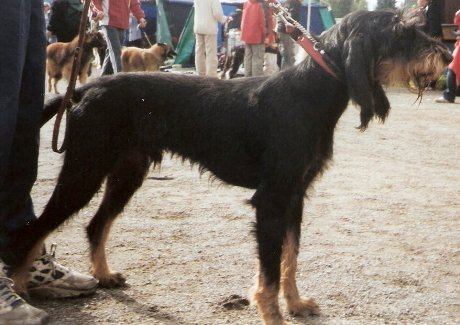
Chó săn Ý lông gợn sóng đen và nâu

## Sử dụng
Mục đích của giống chó này là săn theo mùi hương giống như chó đánh hơi, nhưng điểm khác biệt là chó săn Ý có thể sẽ bắt và giết con mồi. Sự nổi tiếng của nó ở Ý là do hiệu suất vượt trội của nó trong việc săn bắn các động vật lớn. Mặc dù người Ý cũng sử dụng các giống chó săn khác, như Ariégeois, Petit Gascon-Saintongeois, Porcelaine, Chó săn Posavac, Istarski Oštrodlaki Gonič và Istarski Kratkodlaki Gonič, chó săn Ý vẫn là sự lựa chọn của hầu hết các thợ săn người Ý do khả năng đặc biệt của nó. Chó săn Ý cũng có thể săn trò chơi lớn hơn, chẳng hạn như lợn rừng, cừu hoang dã hoặc dê hoặc động vật móng guốc của hươu. Chó săn Ý thường đi săn một mình hoặc theo đàn, tùy thuộc vào con mồi. HIện nay, con chó này cũng có thể làm vật nuôi trong nhà.